# Васиньчук Павло Климентійович
Павло Климентійович Васиньчук (пол. Pawło Wasyńczuk; 2 серпня 1893 — 5 травня 1944, Холм) — український політик та громадський діяч на Холмщині у міжвоєнній Польщі та в часи Другої світової війни. Юрист, економіст.
Брат відомого громадського діяча в Польщі Антона Васиньчука, який у 1918—1919 роках був уповноваженим уряду УНР у справах репатріації населення Холмщини і Підляшшя.

## Біографія
Народився на Холмщині у часи Російської імперії. Після українських національно-визвольних змагань залишився на території Речі Посполитої, прийнявши її громадянство.
1922 став депутатом Сейму Польщі I каденції. Проте у грудні 1924 позбавлений мандату у зв'язку зі звинуваченням в антидержавній діяльності.
Співзасновник Українського Соціалістичного Об'єднання (Сель-Союз).
1944 був представником еміграційного Уряду УНР у Холмі і його зв'язком з польським підпіллям. Убитий польською боївкою за нез'ясованих обставин.

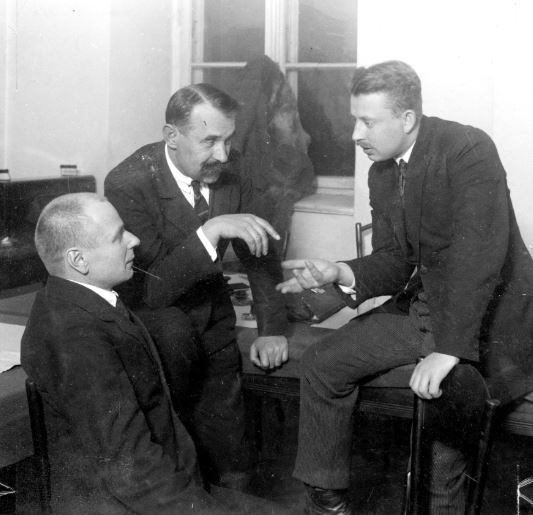
Українські депутати Польського сейму. Зліва на право: Максим Чучмай, Сергій Козицький, Павло Васиньчук. 1924 рік.

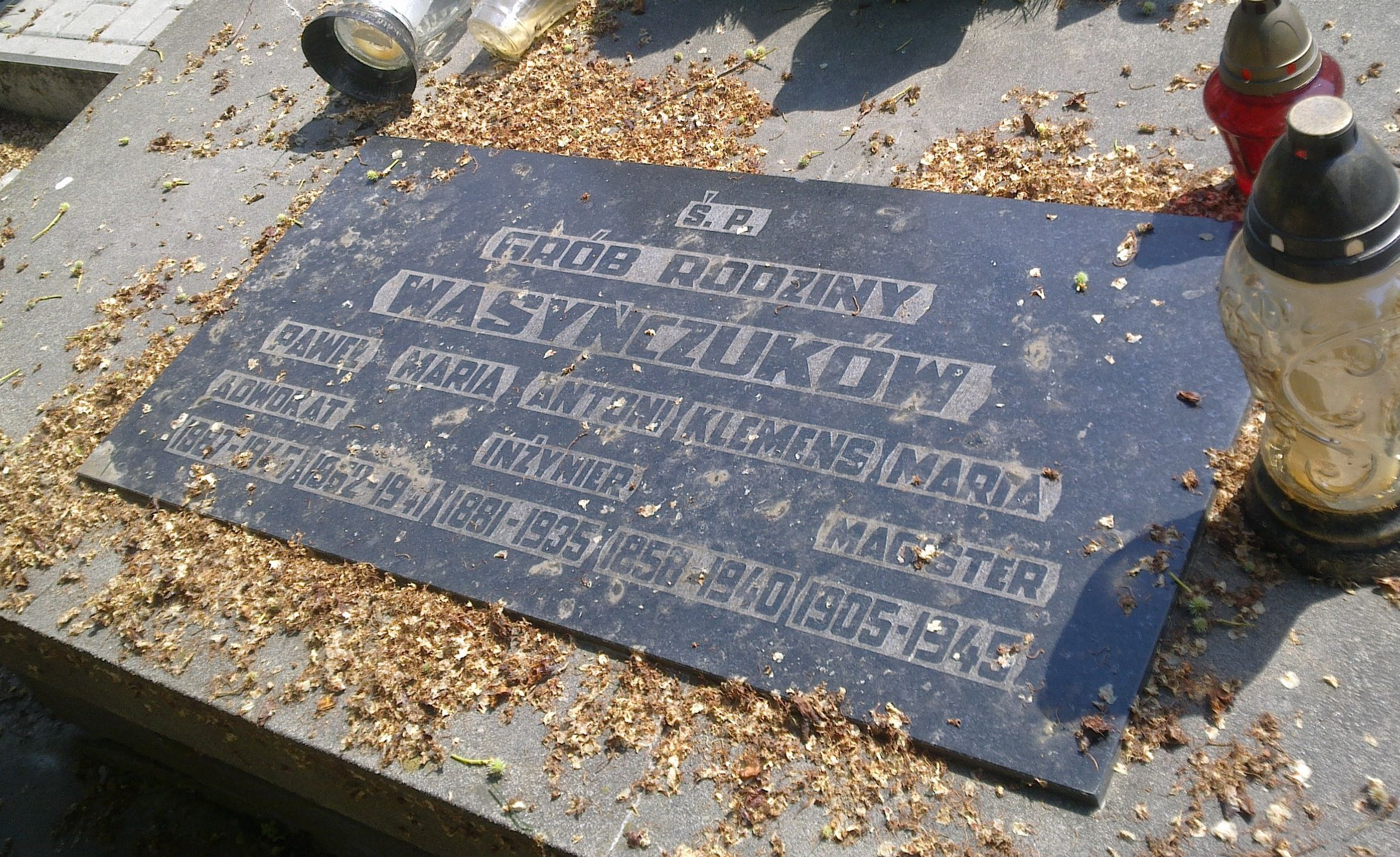
Могила родини Васиньчуків (в тому числі Павла Васиньчука та його брата,Антіна на вулиці Львівській у Холмі